# 小叶穗花香科科
小叶穗花香科科（学名：Teucrium japonicum var. microphyllum）为唇形科香科科属下的一个变种。

## 扩展阅读
- 維基物種上的相關：小叶穗花香科科